# 宝玉山泉蔵寺
宝玉山泉蔵寺（ほうぎょくざんせんぞうじ）は、千葉県千葉市緑区にある真言宗豊山派の寺院。

## 歴史
新義真言宗で、不動明王を本尊とする、菊間（市原市）の千光院の末寺。
創建年代は不詳であるが、泉宥律師の開基と伝えられる。
本堂の他に勢至堂があり、嘉永6年（1853年）に再建され、勢至大菩薩の木像が安置されている。本像は大金沢にあったと伝えられているので、金城寺が日蓮宗に改宗したため移されたものと思われる。
境内に延宝8年（1680年）に造立された勢至菩薩の石塔もある。この堂には文政10年（1827年）鋳造の直径一尺ほどの半鐘がある。

## 文化財
「木造勢至菩薩立像」が平成11年7月21日に「千葉市指定文化財」に指定されている。勢至菩薩像は古くから勢至堂に伝えられ、現在は新設の本堂に納められている。
像は高さ101.7cmで合掌した菩薩形をとる。頭部は頭のてっぺんで髪を束ねてその毛先を垂らした髪型である、垂髻という形に結い上げられ、銅製の宝冠を身に付けている。穏やかな顔の表情、正面から側面にかけての緩やかな面の権威、浅い起伏を繰り返す衣文の彫法などに見られる、優美で洗練された作風は定朝により完成された平安後期の様式で12世紀の作とみられる。製作技法は像を前後に割って内ぐりを施した割矧造で、全身に漆箔を施し金色に仕上げている。
像の由緒、伝来は明らかではない。勢至菩薩像は阿弥陀三尊像の右脇侍としておかれるのが通例だが、その記録はなく、江戸時代後期の嘉永6年（1853年）の棟札に「奉勢至尊堂再建」と書かれている為、この時既に単独であったことが分かる。なお、本像は秘仏とされており、通常公開はされていない。

## 交通アクセス
- 京成千原線「学園前駅」から直線約730m（徒歩約17分・車で約3分）
- 京成千原線「おゆみ野駅」から直線約820m（徒歩約19分・車で約4分）
- JR外房線「鎌取駅」から直線約1.31km（徒歩約31分・車で約6分）